# Bandera! (strip)
Bandera! je #36 obnovljene edicije Zlatne serije, koju je 2018. godine pokrenuo Veseli četvrtak.Sveska je izašla 24. februara 2022. godine i koštala 430 dinara (3,65 €, 4,12 $). Epizoda je imala ukupno 174 strane. U Srbiji je objavljena sa četiri različite naslovne strane. Korice A (originalne) nacrtao je Doti Maurizio, korice B Bane Kerac, korice C Darko Perović, a korice D Dalibor Talajić.

## Originalna epizoda
Ova epizoda objavljena je premijerno u Italiji kao #3 godišnje edicije Specialle Tex Willer pod nazivom Bandera!. Sveska je izašla 3. decembra 2021. Scenario je napisao Mauro Bozeli, a nacrtao Alesandro Pičinieli. Koštala je 6,4 €.

## Prethodni i naredni broj ZS
Prethodna sveska Zlatne serije nosila je naziv Čovek koji je pripovedao priče (Priče iz baze "Drugde", #35), a naredna Povratak u tridesete (Marti Misterija, #37).